# Supermarine S.4
El Supermarine S.4 fue un monoplano monomotor británico de la década de 1920, construido por la compañía Supermarine. Diseñado por un equipo dirigido por el diseñador jefe de la empresa, R.J. Mitchell, fue diseñado para competir en la competición del Trofeo Schneider de 1925.
El diseño de Mitchell es considerado por los historiadores como revolucionario. Construido en madera con un ala en voladizo sin arriostramientos, el S.4 estaba propulsado por un motor Napier Lion desarrollado para producir 520 kW (700 hp) durante un corto período. Menos de un mes después de su vuelo inaugural el 24 de agosto de 1925, elevó el récord mundial de velocidad para hidroaviones hasta los 364,92 km/h.
En Bay Shore Park, en Baltimore, Estados Unidos, sede de la competición de 1925, la parte trasera del S.4 resultó dañada por la caída de un poste durante un vendaval, antes del evento. Durante las pruebas de navegación del 23 de octubre, se observó que el avión reparado funcionaba bien, pero luego, por razones que no se han explicado completamente, perdió el control y resultó destruido cuando se precipitó al mar desde 30 m, hiriendo al piloto, Henry Biard. Luego, Mitchell utilizó la experiencia adquirida trabajando en el S.4 para diseñar su sucesor, el Supermarine S.5.

## Diseño y desarrollo
Durante 1925, R.J. Mitchell estaba trabajando en un nuevo avión para participar en la competición del Trofeo Schneider de ese año. La decisión de iniciar el proceso de diseño fue tomada conjuntamente por Napier y Supermarine el 18 de marzo de 1925. Tras el éxito de los estadounidenses en la competición anterior, Mitchell era plenamente consciente de la necesidad de reducir la resistencia para aumentar la velocidad. El nuevo diseño de Supermarine era un hidroavión de ala media en cantilever que se parecía a un monoplano francés, el Bernard SIMB V.2, que había batido el récord de velocidad de vuelo en diciembre de 1924. El nuevo diseño contrastaba marcadamente con los hidrocanoas que Mitchell había diseñado para carreras anteriores del Trofeo Schneider, que habían ganado en 1922 y quedado tercero detrás de los hidroaviones estadounidenses Curtiss CR en 1923.
La designación S.4 fue dada por Mitchell, donde "S" significa Schneider. Consideró a los tres participantes anteriores del Trofeo Schneider (la serie Supermarine Sea Lion) como S.1, S.2 y S.3. El S.4 fue el primer participante del Trofeo Schneider que recibió el apoyo del Gobierno británico, que aceptó comprar el avión si Supermarine y Napier cubrían los costes iniciales de desarrollo y construcción. El Ministerio del Aire proporcionó a los equipos británicos una mayor libertad que la que el Gobierno estadounidense dio a sus diseñadores.
El S.4 era un hidroavión monoplano con ala en voladizo sin arriostramiento y fuselaje semimonocasco, propulsado por una versión especialmente desarrollada del Napier Lion, desarrollado para producir 520 kW (700 hp) durante un corto período. El avión fue construido principalmente de madera: el ala de una sola pieza sin arriostrar tenía dos largueros con rebordes de abeto y almas de contrachapado, y estaba recubierta con madera contrachapada arriostrada mediante larguerillos. El fuselaje tenía una cubierta de tablones de abeto dispuestos en diagonal sobre formadores de madera contrachapada, construidos alrededor de un par de estructuras de acero en forma de A, a los que se fijaban los soportes del motor y los largueros del ala y que soportaban los flotadores. Los flotadores de un solo rediente eran de metal. El S.4 carecía de los radiadores de superficie de nuevo diseño, que en ese momento todavía no estaban disponibles, pero era aerodinámico y también fue considerado estéticamente agradable.
En septiembre de 1925, la revista Flight informó:

Quizás se podría describir al Supermarine-Napier S.4 como que parece haber sido diseñado en un momento de inspiración, pero que incorpora en sus detalles todo lo que se considera la mejor construcción británica. Nadie negará que el diseño es audaz, y creemos que el mayor mérito recae en el Sr. R. J. Mitchell, diseñador jefe de Supermarine Aviation Works, por su valentía al romper con los métodos estereotipados y apostar por líneas completamente novedosas.

## Historia operacional

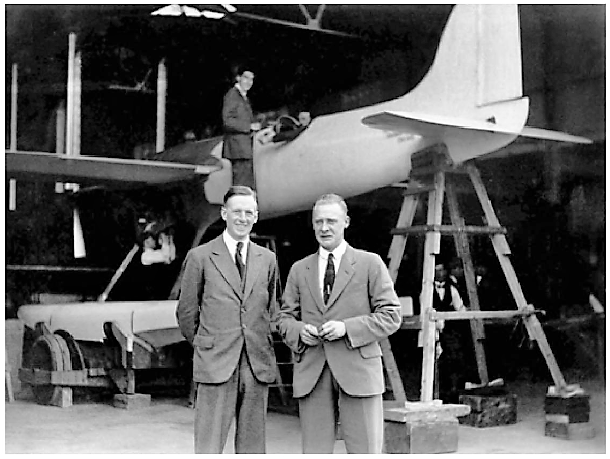
Henry Biard y R.J. Mitchell frente al S.4.

Asignada la matrícula civil G-EBLP y la del Ministerio del Aire N197, el S.4 realizó su primer vuelo el 24 de agosto de 1925, presenciado por Mitchell, que salió en una lancha motora con Lord Mountbatten. Las pruebas se llevaron a cabo en Calshot, debido a los largos recorridos de despegue requeridos.
Según se informó, el piloto de pruebas jefe de Supermarine, Henry Biard, no estaba satisfecho con el S.4, ya que le disgustaban las alas sin arriostramiento y la posición de la cabina, que estaba bastante detrás de las alas. La ubicación de la cabina era potencialmente peligrosa, ya que restringía la visión del piloto hacia adelante, particularmente durante el despegue y el aterrizaje. En su vuelo inaugural, el S.4 estuvo cerca de colisionar con un transatlántico debido a esto.
El 13 de septiembre de 1925, en un recorrido recto de 3 km sobre Southampton Water, el S.4 elevó el récord mundial de velocidad para hidroaviones (y el récord británico de velocidad) a los 364,92 km/h, lo que causó sensación en la prensa cuando se anunció un mes después.

### Competición del Trofeo Schneider de 1925

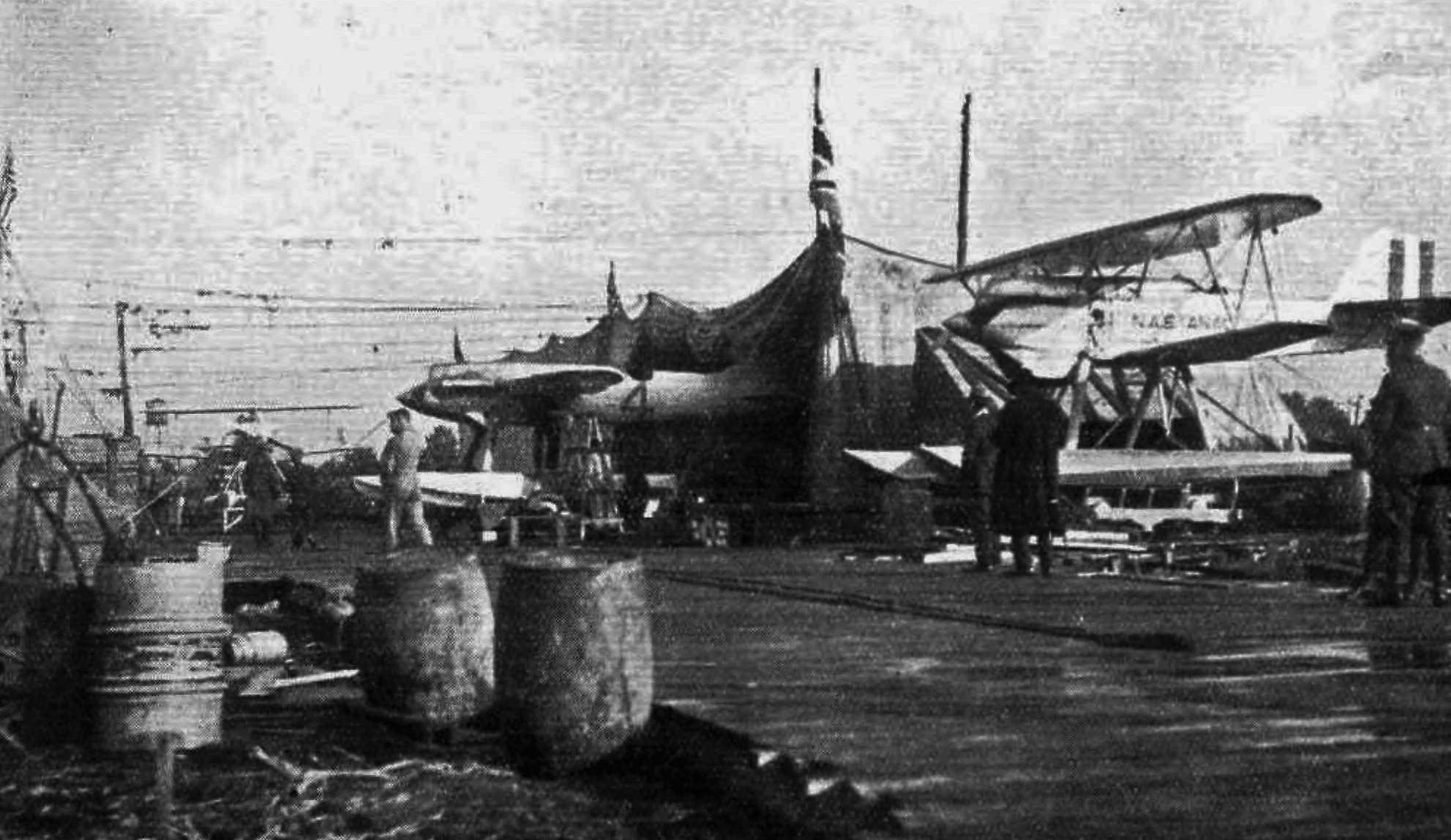
El Supermarine S.4 (a la izquierda del centro) antes del inicio de la competición del Trofeo Schneider de 1925.

Con grandes esperanzas de una victoria británica en la próxima competición del Trofeo Schneider en Bay Shore Park, Baltimore, el S.4, junto con dos biplanos Gloster III, fue enviado a los Estados Unidos a bordo del SS Minnewaska, sin cargos. Durante el viaje, el piloto de Supermarine, Biard, resbaló jugando al tenis y se lesionó la muñeca.
El mal tiempo hizo que los competidores del Trofeo Schneider que ya habían llegado para la competición tuvieran pocas oportunidades de practicar el recorrido. Los aviones se vieron obligados a permanecer en sus cajas mientras se erigían hangares de lona en la playa para acomodarlos. Biard contrajo la gripe, pero se recuperó lo suficiente como para participar en la competición. Sin embargo, las condiciones de viento habían derribado el hangar donde se guardaba el S.4, y la parte trasera del avión había resultado dañada por la caída de un poste. El S.4 fue reparado a tiempo para participar en las pruebas de navegación el 23 de octubre de 1925.
Durante las pruebas, el S.4 inicialmente tuvo un buen desempeño pero, al regresar a la costa, la columna de control comenzó a oscilar violentamente y Biard perdió el control de la máquina a alta velocidad. Se observó que el S.4 se detenía, antes de caer de plano al mar desde 30 m. Biard, que inicialmente había perdido el conocimiento cuando todavía estaba atado al avión, pudo resurgir del fondo del mar y aferrarse a algunos restos flotantes. La primera lancha que le enviaron sufrió una avería debido a un problema en el motor, y tuvo que ser rescatado por una segunda lancha. Mitchell, que estaba a bordo del barco que rescató a Biard, le preguntó en broma al hombre herido: "¿Está caliente el agua?" Posteriormente se descubrió que Biard tenía dos costillas rotas.
Partes del avión siniestrado fueron rescatadas por el balandro HMS Valerian, que había sido enviado a Baltimore desde las Bermudas para apoyar al equipo británico. La mayoría de las fuentes han sugerido que el accidente se debió al flameo, pero aunque posteriormente se realizó una investigación, las razones del accidente nunca se establecieron con claridad.

### Consecuencias del accidente
La carrera fue ganada dos días después por el teniente James Doolittle, volando un Curtiss R3C a una velocidad promedio de 374,44 km/h, que fue más rápido que el récord mundial del S.4 de un mes antes. Para los demás equipos nacionales era evidente que era necesario adoptar el enfoque estadounidense para la competición, que incluía entrenamiento para los pilotos y pruebas de desarrollo del avión. Mitchell diría lo mismo cuando dio una conferencia en la Real Sociedad Aeronáutica en 1927. A partir de 1925, el Ministerio del Aire desarrolló una política de realizar pruebas en túneles de viento para analizar el rendimiento de los aviones de alta velocidad que producían.

### Legado
El Supermarine S.4 fue un avión revolucionario que se adelantó a su tiempo y que "marcó la pauta en el diseño de aeronaves específicas que persistió durante las décadas de 1930 y 1940". Fue diseñado con nueva tecnología, con flotadores que eran los más avanzados de su época y un ala, con su falta de cables de arriostramiento externos, que nunca antes se había incorporado a un avión Supermarine. El historiador de aviación John D. Anderson señala que el avión «representó la voluntad de Mitchell de incorporar nueva tecnología en el marco de una metodología intelectual de eficacia probada para el diseño conceptual» y supuso «una revolución en el diseño de aviones» que «influyó en todos los aviones de carreras Schneider posteriores». El avión ganador de la competición Schneider de 1926, el italiano Macchi M.39, era claramente similar al S.4. Mitchell utilizó la experiencia práctica adquirida cuando diseñó su sucesor, el Supermarine S.5. El S.4 ha sido descrito como "su primer gran éxito".
En la película biográfica de Leslie Howard sobre Mitchell, The First of the Few (1942), se conservan dibujos y material de archivo de la construcción del avión, y cinco minutos de película que muestran el primer despegue y vuelo del avión.
El diseño del S.5 incluía características destinadas a reducir el flameo de las alas, que en aquel momento se consideró que había contribuido a la pérdida del S.4; las alas del monoplano estaban arriostradas mediante cables. Al S.5 se le dio una sección transversal de fuselaje más pequeña y flotadores más aerodinámicos, modificaciones diseñadas para producir aumentos en la velocidad respecto de su predecesor. El gran aumento de la velocidad, considerado aproximadamente en 39 km/h, se produjo mediante la introducción de radiadores de superficie para refrigerar el motor, ya que redujeron significativamente las fuerzas de resistencia que actuaban sobre la aeronave. Las pruebas realizadas en una maqueta del S.4 en el Laboratorio Nacional de Física después del accidente revelaron que los radiadores Lamblin representaban un tercio de la resistencia del avión y que, sin ellos, el S.4 habría sido el monoplano "más limpio" del mundo.

## Especificaciones
Referencia datos: Supermarine Aircraft since 1914

### Características generales
- Tripulación: Uno (piloto)
- Longitud: 8,1 m (26,6 ft)
- Envergadura: 9,3 m (30,6 ft)
- Altura: 3,6 m (11,7 ft)
- Superficie alar: 12,9 m² (138,9 ft²)
- Peso vacío: 1179 kg (2598,5 lb)
- Peso cargado: 1447 kg (3189,2 lb)
- Planta motriz: 1× motor lineal W12 refrigerado por agua Napier Lion VII.
  - Potencia: 510 kW (703 HP; 694 CV) a 2000 rpm
- Hélices: Bipala de paso fijo

### Rendimiento
- Velocidad máxima operativa (Vno): 385 km/h (239 MPH; 208 kt) [12]
- Carga alar: 110 kg/m² (22,5 lb/ft²)
- Potencia/peso: 0,35 kW/kg (0,21 hp/lb)

## Aeronaves relacionadas

### Secuencias de designación
- Secuencia S._ (interna de Supermarine): S.1 - S.2 - S.3 - S.4 - S.5 - S.6 - S.6A →